# Roger Roudier
Pour les articles homonymes, voir Roudier.
Roger Roudier est un homme politique français né le 13 mai 1926 en Dordogne, à La Villedieu et mort le 4 mars 2002 à Périgueux.
Il fut instituteur puis directeur d'école primaire.

## Ancien mandat national
Au lendemain du décès de Lucien Delmas, Roger Roudier est élu sénateur de la Dordogne du 6 février 1988 au 23 septembre 1989, date à laquelle il est battu par Yves Guéna.

## Anciens mandats locaux
- 1959-1964 Conseiller municipal de Razac-sur-l'Isle [2]
- 1964-1995 Maire de Razac-sur-l'Isle